# Lee Mears

a Compétitions nationales et continentales officielles uniquement.

b Matchs officiels uniquement.
Dernière mise à jour le 11 février 2013.
Lee Andrew Mears, né le 5 mars 1979 à Torquay (Angleterre), est un joueur de rugby à XV anglais. Il joue en équipe d'Angleterre et évolue au poste de talonneur.

## Biographie
Lee Mears joue avec Bath Rugby depuis 1999. Il honore sa première cape internationale en équipe d'Angleterre le 26 novembre 2005 contre l'équipe des Samoa. Il dispute également la Tournée 2009 des Lions britanniques. Il arrête sa carrière le 11 février 2013, à cause d'une anomalie cardiaque.

## Palmarès

### En club
- Vainqueur du Challenge européen : 2008
- Finaliste du Challenge européen : 2007
- Finaliste du championnat d'Angleterre : 2004
- Finaliste de la coupe d'Angleterre : 2005

### En équipe nationale
- Vice-champion du monde en 2007

## Statistiques

### En équipe d'Angleterre
- 42 sélections entre 2005 et 2012
- 5 points (1 essai)
- Sélections par année : 1 en 2005, 10 en 2006, 7 en 2007, 11 en 2008, 5 en 2009, 1 en 2010, 3 en 2011 et 4 en 2012
- Tournois des Six Nations disputés : 2006, 2007, 2008, 2009, 2010 et 2012

### Avec les Lions britanniques
- 1 sélection en 2009

### Avec Bath
- 177 matchs de championnat, 10 essais
- 28 matchs de coupe d'Europe
- 30 matchs de challenge européen
- 20 matchs de coupe d'Angleterre puis anglo-galloise, 2 essais